# Karel Klinkenberg

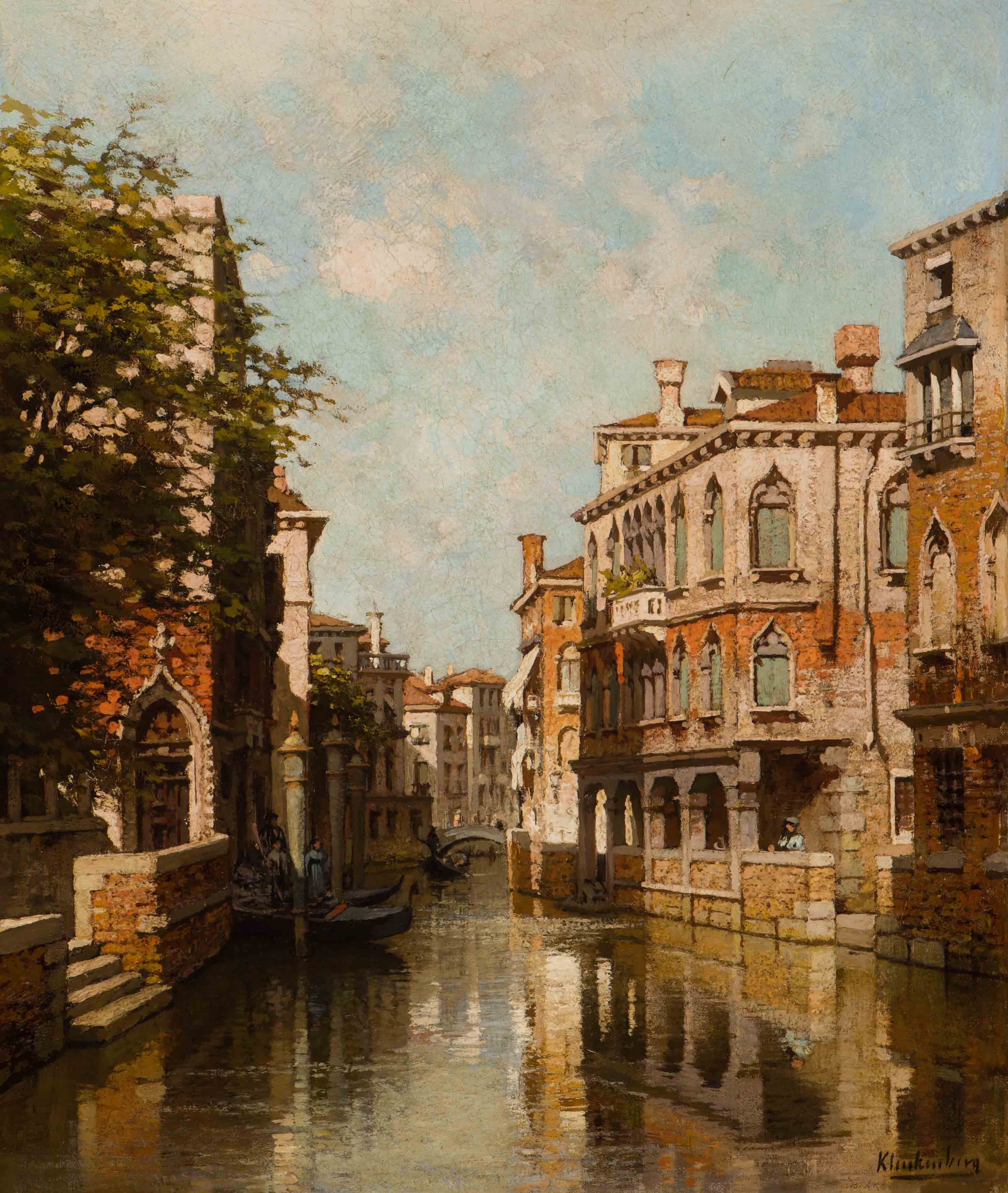
Kanal in Venedig

Johannes Christiaan Karel Klinkenberg (* 14. Januar 1852 in Den Haag; † 23. April 1924 ebenda) war ein niederländischer Landschafts- und Vedutenmaler sowie Aquarellist und Radierer.
Klinkenberg studierte an der Koninklijke Academie van Beeldende Kunsten in Den Haag, war Schüler von Johan Hendrik Louis Meijer und von Christoffel Bisschop, wurde Mitglied von „Pulchri Studio“.
Zunächst malte er Landschaften und historische Szenen, ab 1880 hauptsächlich Stadtansichten; auch fertigte er Aquarelle und Radierungen. Er signierte seine Werke „Klinkenberg“ oder „J. C. K. Klinkenbergs“.
Klinkenberg wurde mehrfach ausgezeichnet.
- 1875 Goldmedaille „Arti et Amicitiae“ in Amsterdam;
- 1880 Verdienstkreuz von Sachsen-Weimar;
- 1888 Goldmedaille in München;
- 1889 Goldmedaille in Paris;
- 1890 Ritter des Orden vom Heiligen Michael (Bayern-Kurköln);
- 1899 Ritter des Leopoldsorden (Belgien);
- 1906 Silberne Ehrenmedaille des Hausordens von Oranien;
- 1909 Offizier des Orden von Oranien-Nassau.

Klinkenberg unterrichtete Charles Louis Philippe Zilcken.
Er nahm von 1870 bis 1903 an Ausstellungen in Amsterdam und Den Haag teil.